# Филип Крушлин
Филип Крушлин (Загреб, 18. март 1989) хрватски је кошаркаш. Игра на позицији бека, а тренутно наступа за Динамо Сасари.

## Биографија
Професионалну каријеру започео је 2007. као један од изданака омладинског погона Цибоне. Пре тога, наступао је у млађим категоријама Зрињевца и Рудеша. У октобру 2007. дебитовао је за сениорски тим Цибоне против Широког и сакупио четири поена у осам минута проведених на паркету. Тиме је постао први Загрепчанин у првом тиму након Славена Римца и Јурице Големца, који су клуб напустили 2004. године. Након тога играо је још у девет утакмица НЛБ лиге, а најбољу утакмицу одиграо је у двобоју против Црвене звезде, када је за 10 минута сакупио 7 поена и један скок.
У сезони 2008/09. Цибона га је због потписивања нових играча у борби са Задром за нови трогодишњи евролигашки уговор, послала на позајмицу у А-1 лигаша Дубраву. Након повратка није успео да се избори за место у Цибони, па је напустио клуб и играо затим за Дубровник, Босну, Забок и Сплит. У Цибону се вратио у априлу 2014. и са њима остао до лета 2016. када прелази у Цедевиту.

## Успеси

### Клупски
- Цибона:
  - Куп Хрватске (1): 2009.
- Цедевита:
  - Првенство Хрватске (2): 2016/17, 2017/18.
  - Куп Хрватске (3): 2017, 2018, 2019.
  - Суперкуп Јадранске лиге (1): 2017.